# Бушковиці (Свентокшиське воєводство)
Бушковиці (пол. Buszkowice) — село в Польщі, у гміні Цьмелюв Островецького повіту Свентокшиського воєводства.
Населення — 199 осіб (2011).
У 1975-1998 роках село належало до Тарнобжезького воєводства.

## Демографія
Демографічна структура на день 31 березня 2011 року:
|          | Загалом | Допрацездатний вік | Працездатний вік | Постпрацездатний вік |
| -------- | ------- | ------------------ | ---------------- | -------------------- |
| Чоловіки | 93      | 22                 | 55               | 16                   |
| Жінки    | 106     | 27                 | 51               | 28                   |
| Разом    | 199     | 49                 | 106              | 44                   |